# Fredericktown (Misuri)
Fredericktown es una ciudad ubicada en el condado de Madison en el estado estadounidense de Misuri. En el Censo de 2010 tenía una población de 3985 habitantes y una densidad poblacional de 342,07 personas por km².

## Geografía
Fredericktown se encuentra ubicada en las coordenadas 37°33′47″N 90°18′13″O / 37.56306, -90.30361. Según la Oficina del Censo de los Estados Unidos, Fredericktown tiene una superficie total de 11.65 km², de la cual 11.21 km² corresponden a tierra firme y (3.78%) 0.44 km² es agua.

## Demografía
Según el censo de 2010, había 3985 personas residiendo en Fredericktown. La densidad de población era de 342,07 hab./km². De los 3985 habitantes, Fredericktown estaba compuesto por el 96.41% blancos, el 0.28% eran afroamericanos, el 0.55% eran amerindios, el 0.58% eran asiáticos, el 0.05% eran isleños del Pacífico, el 1.2% eran de otras razas y el 0.93% pertenecían a dos o más razas. Del total de la población el 1.83% eran hispanos o latinos de cualquier raza.